# 陳汝康
陳汝康（1865年—1899年），浙江省杭州府海寧州古城（现浙江省海宁市盐官镇）人，清朝官员。

## 生平
系出海宁陈氏支系十庙前陈氏。光绪十四年（1888年）24岁时考取举人，1894年被清廷聘为候补主事。光绪二十一年（1895年）中国在甲午战争中战败，李鸿章签订《马关条约》，陈汝康积极参加了在京举人的“公车上书”运动。光绪帝派亲信文廷式出面发起“强学会”（又称强学书局），准备组成维新变法的亲帝政党。骨干成员有康有为、梁启超、江标、陈汝康等中外人士。
光緒二十四年（1898年），参加光緒戊戌科殿試，登進士二甲97名。同年五月，改翰林院庶吉士。同年6月，“戊戌变法”失败，慈禧太后软禁光绪帝，下令追捕新党。陈汝康在潜回海宁的途中病故。

## 家庭
陈汝康为海宁十庙前陈氏迁居后的六代祖。有两子一女：
- 长子：陈淼生（1888年—1951年），与赵朴初义结金兰，中国盐业银行襄理，上海关勒铭金笔厂大股东。
- 次子：陈巳生（1892年—1953年），与赵朴初义结金兰，抗战时期在上海与赵朴初一起创办净业教养院及后来的上海少年村，上海关勒铭金笔厂总经理，中国民主促进会创始人之一。
- 女：陈祖芬（1897年—1979年），长期在上海从事收拢抚养孤儿的工作，是净业教养院和上海少年村后勤负责人。因丈夫姓蒋，被孤儿们称为“慈母般的蒋师母”。

陈汝康的三弟陈汝桢（陈枚肃）被苏州巨绅卢少堂聘为上海华丰面粉厂总经理，直到抗战暴发华丰关闭。是中华民国时期上海实业界风云人物。